# آيت الطالب امحمد (تيوازيون)
آيت الطالب امحمد هو دُوَّار يقع بجماعة تاركة نتوشكة، إقليم شتوكة آيت باها، جهة سوس ماسة في المملكة المغربية. ينتمي الدوّار لمشيخة تيوازيون التي تضم 16 دوار. يقدر عدد سكانه بـ 114 نسمة حسب الإحصاء الرسمي للسكان والسكنى لسنة 2004.

## وصلات خارجية
- البوابة الوطنية للجماعات الترابية
- المندوبية السامية للتخطيط